# 新高市
新高市（日语：／ niitaka shi */?）是臺灣日治時代末期計劃合併臺中州大甲郡底下的梧棲街、清水街、沙鹿街所新設的州轄市，預定面積有12500公頃，市街面積3600公頃，同時並打算在梧棲街建立一個具備漁港、工業港、商港功能的新高港，而為了此一都市計劃，還成立了新高都市開發株式會社。
然而由於二次大戰的影響及財政困難，該計劃除了新高築港專用鐵道等部分建設有進行之外，其餘部分仍停留在紙上的階段。戰後進入中華民國時代後，根據臺灣接管計劃綱要地方政制，曾規劃梧棲為省轄市，以方便管理台中港，但此計畫被時任台灣行政長官陳儀認為不符實際而否定。之後到了1960年代，在聯合國規劃顧問指導下，中華民國政府取消了此一都市計劃，新高市徹底胎死腹中。